# Welsh Football League Division One
La Welsh Football League Division One (attualmente MacWhirter Welsh League First Division, per ragioni di sponsorizzazione) è una competizione calcistica gallese. Essa forma il secondo livello del sistema dei campionati nazionali nella regione meridionale del Galles.
La squadra vincitrice non accede direttamente alla Welsh Premier League, questo avviene solamente se la società campione rispetta i criteri necessari per partecipare alla massima competizione nazionale. Se la prima classificata non rispetta i parametri previsti, la seconda qualificata può accedere alla promozione, purché sia dotata delle necessarie strutture.

## Squadre 2017-2018
- Afan Lido
- Briton Ferry Llansawel
- Caerau (Ely)
- Cambrian & Clydach Vale
- Cwmamman Utd
- Cwmbran Celtic
- Goytre
- Goytre Utd
- Haverfordwest County
- Llanelli Town
- Monmouth Town
- Penybont
- Port Talbot Town
- Taff's Well
- Ton Pentre
- Undy Athletic

## Albo d'oro
Rhymney Valley League Division 1
- 1905 -  Aberdare
- 1906 -  Rogerstone
- 1907 -  Cwmaman
- 1908 -  Ton Pentre
- 1909 -  Aberdare

Glamorgan League Division 1
- 1910 -  Treharris
- 1911 -  Merthyr Town
- 1912 -  Aberdare

Welsh Football League Division 1
- 1913 -  Swansea City res
- 1914 -  Llanelli
- 1915 -  Ton Pentre
- 1916/1919 - Non disputati
- 1920 -  Mid Rhondda
- 1921 -  Aberdare
- 1922 -  Porth
- 1923 -  Cardiff City res
- 1924 -  Pontypridd
- 1925 -  Swansea City res
- 1926 -  Swansea City res
- 1927 -  Barry Town res
- 1928 -  Newport County res
- 1929 -  Cardiff City res
- 1930 -  Llanelli
- 1931 -  Merthyr Town res
- 1932 -  Lovell's Athletic
- 1933 -  Llanelli
- 1934 -  Swansea City res
- 1935 -  Swansea City res
- 1936 -  Swansea City res
- 1937 -  Newport County res
- 1938 -  Lovell's Athletic
- 1939 -  Lovell's Athletic
- 1940/1945 - Non disputati
- 1946 -  Lovell's Athletic

- 1947 -  Lovell's Athletic
- 1948 -  Lovell's Athletic
- 1949 -  Merthyr Town res
- 1950 -  Merthyr Tydfil res
- 1951 -  Swansea City res
- 1952 -  Merthyr Tydfil res
- 1953 -  Ebbw Vale
- 1954 -  Pembroke Borough
- 1955 -  Newport County res
- 1956 -  Pembroke Borough
- 1957 -  Haverfordwest County
- 1958 -  Ton Pentre
- 1959 -  Abergavenny Thursdays
- 1960 -  Abergavenny Thursdays
- 1961 -  Ton Pentre
- 1962 -  Swansea City res
- 1963 -  Swansea City res
- 1964 -  Swansea City res

Welsh Football League Premier Division
- 1965 -  Swansea City res
- 1966 -  Lovell's Athletic
- 1967 -  Cardiff City res
- 1968 -  Cardiff City res
- 1969 -  Bridgend Town
- 1970 -  Cardiff City res
- 1971 -  Llanelli
- 1972 -  Cardiff City res
- 1973 -  Bridgend Town
- 1974 -  Ton Pentre
- 1975 -  Newport County res
- 1976 -  Swansea City res
- 1977 -  Llanelli
- 1978 -  Llanelli
- 1979 -  Pontllanfraith
- 1980 -  Newport County res
- 1981 -  Haverfordwest County
- 1982 -  Ton Pentre
- 1983 -  Barry Town

Welsh Football League National Division
- 1984 -  Barry Town
- 1985 -  Barry Town
- 1986 -  Barry Town
- 1987 -  Barry Town
- 1988 -  Ebbw Vale
- 1989 -  Barry Town
- 1990 -  Haverfordwest County
- 1991 -  Abergavenny Thursdays
- 1992 -  Abergavenny Thursdays

Welsh Football League Division 1, now Step 2 of the pyramid
- 1993 -  Ton Pentre
- 1994 -  Barry Town
- 1995 -  Briton Ferry
- 1996 -  Carmarthen Town
- 1997 -  Haverfordwest County
- 1998 -  Ton Pentre
- 1999 -  Ton Pentre
- 2000 -  Ton Pentre
- 2001 -  Ton Pentre
- 2002 -  Ton Pentre
- 2003 -  Bettws
- 2004 -  Llanelli
- 2005 -  Ton Pentre
- 2006 -  Goytre Utd
- 2007 -  Neath Athletic
- 2008 -  Goytre Utd
- 2009 -  Aberdare Town
- 2010 -  Goytre Utd
- 2011 -  Bryntirion Athletic
- 2012 -  Cambrian & Clydach
- 2012-2013 -  West End
- 2013-2014 -  Monmouth Town
- 2014-2015 -  Caerau (Ely)
- 2015-2016 -  Cardiff Metropolitan University
- 2016-2017 -  Barry Town
- 2017-2018 -  Llanelli Town